# QwaQwa
QwaQwa is een voormalig thuisland in het oosten van Zuid-Afrika. Het was een zeer klein gebied (655 vierkante kilometer) in het oosten van de voormalige Zuid-Afrikaanse provincie Oranje Vrijstaat en grensde aan Lesotho. De hoofdstad was Phuthaditjhaba. Het was het thuisland van meer dan 180.000 Zuid-Sotho sprekende Basotho.
QwaQwa betekent witter dan wit in het San, en slaat op de vele zandstenen heuvels van de Drakensbergen waarin het gebied ligt. In het Afrikaans was het gekend onder de naam Witsieshoek, naar een boerderij die er gelegen was.
Oorspronkelijk leefden er naast de San twee Sotho-stammen, de Kwena en de Tlokwa. In 1969 werden zij verenigd en het gebied werd Kwakwa genoemd. In hetzelfde jaar werd de naam veranderd in Qwaqwa.
Op 1 november 1974 kreeg Qwaqwa "zelfbestuur". Op 27 april 1994 werd het, samen met de negen andere thuislanden, herenigd met Zuid-Afrika.